# Nikolai Andreev
Nikolai Andreev (Saràtov, Rússia, 5 febrer 1975) és un matemàtic i divulgador de les matemàtiques rus.
Nikolai és el cap del Laboratori de Popularització i Promoció de les Matemàtiques a l'Institut Matemàtic Steklov de l'Acadèmia Russa de Ciències (Moscou). Rebé un doctorat en matemàtiques de la Universitat Estatal de Moscou el 2000. Entre els seus nombrosos projectes altament valorats per la comunitat matemàtica russa es troba la creació del recurs en línia Mathematical Etudes.
Els anys 2000 i 2001 va participar en l'Olimpíada Internacional de Matemàtiques.

## Premis
- Premi del President de la Federació Russa a l'Àrea de Ciències i Innovacions per a Joves Científics (2010)
- Medalla d'Or de l'Acadèmia Russa de Ciències (2017) pels seus èxits destacats en la divulgació de la ciència
- Premi Leelavati (2022) per la seva contribució a l'art de l'animació matemàtica i de la construcció de models matemàtics, en un estil que inspira tant joves com grans, i que els matemàtics de tot el món poden adaptar als seus usos variats, així com pels seus infatigables esforços per popularitzar matemàtiques genuïnes entre el públic a través de vídeos, conferències i un llibre premiat.